# Stephanie Honoré
Stephanie Honoré Sanchez (* 11. Mai 1984) ist eine US-amerikanische Schauspielerin. 

## Karriere
Stephanie Honoré Sanchez gab ihr Schauspieldebüt im Jahr 2005 mit einer Rolle in dem Fernsehfilm Todesschwarm 2 – Vampire Bats. Es folgten vor allem Rollen in verschiedenen Fernsehproduktionen, in mehreren Hollywood-Produktionen hatte sie kleine Auftritte. 

## Filmografie (Auswahl)
- 2005: Todesschwarm 2 – Vampire Bats (Vampire Bats)
- 2007: The Reaping – Die Boten der Apokalypse (The Reaping)
- 2007: The Staircase Murders
- 2007: K-Ville (Fernsehserie, Gastrolle)
- 2007: Father of Lies
- 2008: Warbirds
- 2008: Sexy Biester in der High School (Fab Five: The Texas Cheerleader Scandal)
- 2008: College
- 2009: Nora Roberts: Mitten in der Nacht (Midnight Bayou)
- 2009: Final Destination 4 (The Final Destination)
- 2009: Bad Lieutenant – Cop ohne Gewissen (The Bad Lieutenant: Port of Call New Orleans)
- 2009: Welcome to Academia
- 2009: Wolvesbayne
- 2010: Boggy Creek
- 2010: House of Bones
- 2010: Treme (Fernsehserie, Gastrolle)
- 2010: Scoundrels (Fernsehserie, Gastrolle)
- 2010: Memphis Beat (Fernsehserie, Gastrolle)
- 2010: Mirrors 2
- 2011: Blood Out
- 2011: The Pool Boys
- 2011: Mardi Gras: Die größte Party ihres Lebens (Mardi Gras: Spring Break)
- 2011: Wild Card (Fernsehserie, Gastrolle)
- 2012: Breakout Kings (Fernsehserie, Gastrolle)
- 2013: Die Unfassbaren – Now You See Me (Now You See Me)
- 2014: Spring Break ’83
- 2014: Barefoot
- 2014: 13 Sins
- 2014: From Dusk Till Dawn: The Series (Fernsehserie, Gastrolle)
- 2014: Left Behind